# Католический университет Кореи
Католический университет Кореи (кор. 가톨릭대학교) — частное учреждение высшего образования Южной Кореи Римско-католической церкви. Медицинская школа университета считается одной из самой престижной в Южной Корее и имеет восемь больниц в крупных городах страны. Университет постоянно занимает место как один из ведущих университетов Южной Кореи.

## Академики
Все студенты живут в общежитии. Студенты должны разговаривать только на английском языке. В университете преподают академики из США, Великобритании, Японии и других стран.

## История
Университет был основан в 1885 году, прежде чем христианство было узаконено. После легализации христианства университет был перенесен в Енсан Гу, Сеул, в 1887 году, и был переименован в семинарий Святого Сердца Иисуса. В 1936 году была открыта больница. Позже название было изменено на католический колледж. Женский колледж был основан в 1964 году; в 1995 году были объединены два колледжа.

## Больница Святой Марии
Больница является одной из дочерних больниц Католического университета Кореи. Больница Святой Марии является частью сети КМЦ (Католический медицинский центр). Новая больница открыта 30 апреля 2009 года. В 2012 Мун Сон Мён был принят больницей, где он и умер.

## Кампус и здания
Католический университет Святого Духа
- Старая крепость Сеула.
- Библиотека.
- Церковь.
- Теологическая семенария.

Католический университет Святого Сердца
- Мемориал 150-летию Международного научно-исследовательского и учебного института Святого Сердца.
- Стоматология.
- Часовня Святого Сердца Иисуса.

Католический университетский городок искренности
- Медицинский кампус.